# 吴岩 (1965年)
吴岩（1965年2月—），男，锡伯族，辽宁沈阳人，中华人民共和国政治人物。现任中华人民共和国教育部党组成员、副部长。

## 生平
1998年毕业于厦门大学，并获得教育学博士学位，博士毕业后任北京教育科学研究院副院长。2013年3月，任教育部高等教育教学评估中心主任。2017年4月，任中华人民共和国教育部高等教育司司长。2019年4月，任中华人民共和国教育部直属高校工作办公室主任。
2022年12月25日，任中华人民共和国教育部党组成员、副部长。

## 社会兼职
- 中国产学研合作教育协会秘书长
- 北京市高等教育学会副会长